# Sciopero del pane e delle rose
Lo sciopero del pane e delle rose (bread and roses in inglese) è stato un famoso sciopero dei lavoratori dell'industria tessile svoltosi nel 1912 a Lawrence. L'appellativo deriva dallo slogan che fu adottato dagli operai che protestavano.

## Il contesto storico
Fondata nel 1845, Lawrence era una città tessile fiorente ma attraversata da profondi turbamenti. Nel XX secolo, la meccanizzazione e la dequalificazione del lavoro permisero ai proprietari delle fabbriche di eliminare lavoratori qualificati e impiegare invece un gran numero di lavoratori immigrati non qualificati, la maggioranza dei quali donne e bambini, anche sotto i 14 anni. Il lavoro nelle industrie aveva un ritmo estenuante, era ripetitivo e pericoloso e le condizioni erano diventate ancora peggiori per gli operai nel decennio prima dello sciopero. L'aumento della produzione permise ai proprietari delle fabbriche di tagliare i salari dei loro dipendenti e licenziare gran numero di lavoratori. Coloro che mantennero il posto di lavoro guadagnavano meno di 9 dollari a settimana per 56 ore di lavoro.
I lavoratori a Lawrence vivevano in edifici affollati e appartamenti pericolanti, spesso le famiglie erano costrette a condividere le case. Erano comuni molte malattie mortali, come rachitismo, tubercolosi ed altre malattie respiratorie cosicché il tasso di mortalità infantile era del 50% prima dei 6 anni e oltre un terzo degli operai non arrivava ai 25 anni.

## Lo sciopero

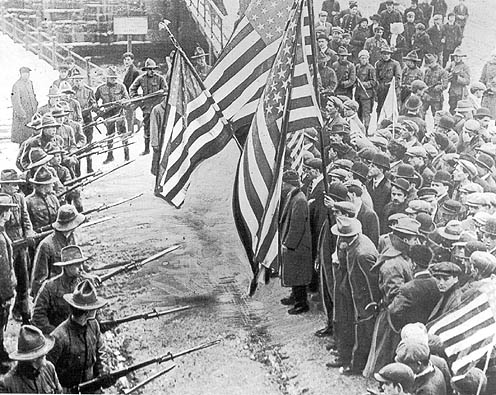
Truppe della milizia del Massachusetts circondano con baionette una pacifica manifestazione

Una nuova legge del Massachusetts entrata in vigore il 1º gennaio 1912 ridusse il numero massimo di ore di lavoro a settimana per le donne e i bambini da 56 a 54. L'11 gennaio i lavoratori scoprirono che, assieme alle ore di lavoro, la legge avrebbe ridotto anche la paga settimanale di 6 dollari, che corrispondeva a diverse forme di pane. Questa, per i lavoratori che vivevano sull'orlo della fame e che lavoravano in condizioni di sicurezza e di igiene praticamente inesistenti, fu la goccia che fece traboccare il vaso. A questo punto, i lavoratori, per la maggior parte donne, fermarono i telai e al grido di “Short pay, short pay!” (“Paga ridotta, paga ridotta!”, lamentando di essere sottopagati) si riversarono nelle strade protestando. Il giorno seguente si unirono operai e operaie provenienti da altre fabbriche, e, nel giro di una settimana 25 000 lavoratori erano in sciopero.
Una delle due grandi associazioni sindacali allora attive, l'AFL, si oppose allo sciopero di Lawrence, definendolo anarchico e rivoluzionario. L'altra, l'IWW, al contrario, sostenne la decisione dei lavoratori e due dei suoi maggiori esponenti, Joseph Ettor e Arturo Giovannitti, contribuirono a formare un comitato di sciopero composto da due rappresentanti per ogni gruppo etnico all'interno delle fabbriche. In questo modo, ogni incontro sindacale fu tradotto in 25 lingue differenti, per superare le barriere linguistiche e far sì che tutti gli operai potessero partecipare attivamente alla protesta.
Le richieste dei sindacalisti nei confronti dei datori di lavoro erano quattro:
- aumento del 15% dei salari
- 54 ore settimanali di lavoro (anziché 56)
- doppia retribuzione per gli straordinari
- riassunzione di tutti gli scioperanti, senza discriminazioni.[6]

I lavoratori e i sindacalisti stessi si rivelarono molto solidali tra loro, e fecero uno sforzo cosciente per unire i lavoratori di tutte le nazionalità: lo sciopero era nato da una diminuzione dei salari, ma si trasformò ben presto in una lotta più ampia, si stava combattendo per ottenere migliori condizioni di vita. Gli scioperanti cantarono, organizzarono spettacoli, balli, dibattiti e sfilate, e proprio durante queste manifestazioni le donne lavoratrici portavano cartelli e urlavano a gran voce “Vogliamo il pane, ma anche le rose”: non rivendicavano solo una paga decente, ma anche la possibilità di godere delle cose buone della vita.
Gli scioperanti di Lawrence inventarono il picchetto in movimento: la polizia aveva intenzione di arrestare alcuni di loro per vagabondaggio, così questi formarono una catena umana in movimento che manifestò per 24 ore su 24, tutti i giorni, intorno alle fabbriche, così che la milizia non riuscisse ad entrarvi. I poliziotti arrestarono le donne, ma queste si rifiutarono di pagare le multe e, non appena rilasciate, tornarono alle linee di picchetto.

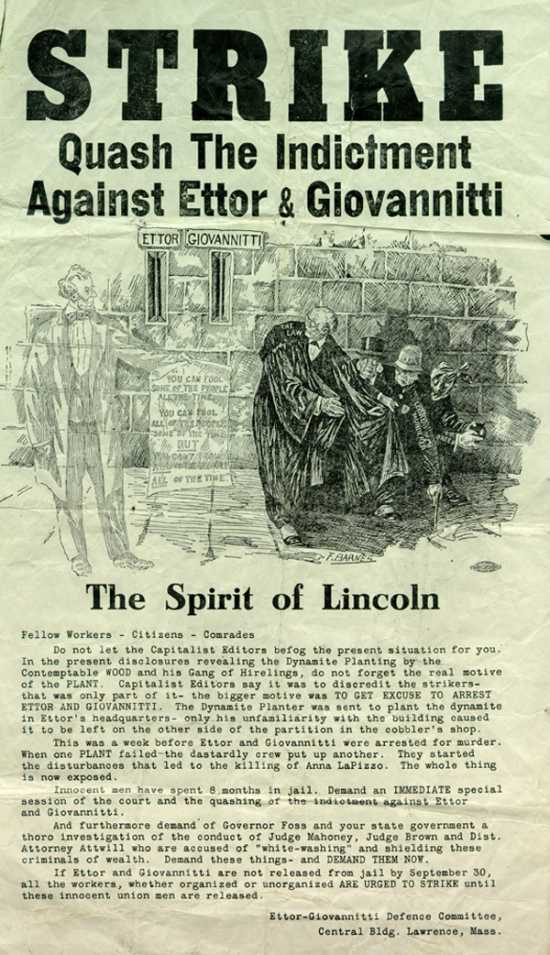
Volantino contro l'incarcerazione di Ettor e Giovannitti del settembre 1912

Il 29 gennaio, le milizie misero con le spalle al muro un folto gruppo di manifestanti: dopo alcuni spintoni, partì uno sparo e morì Anna LoPizzo, una giovane donna di 34 anni. I testimoni sostennero che il proiettile fosse stato sparato dal poliziotto Oscar Benoit, ma quest'ultimo negò. Arturo Giovannitti e Joseph Ettor vennero arrestati con l'accusa di omicidio, nonostante essi non si trovassero a Lawrence quel giorno.
Elizabeth Gurley Flynn, attivista sindacalista dell'IWW, aveva allestito delle mense provvisorie, ma lo sciopero andava avanti da giorni e così furono stipulati degli accordi che prevedevano che molti bambini appartenenti alle famiglie dei lavoratori sarebbero stati mandati da famiglie in altre città che li avrebbero ospitati per tutta la durata della protesta. Questo attirò la pubblicità nazionale e internazionale e iniziarono ad arrivare anche numerose donazioni. I poliziotti risposero attaccando le donne e i loro figli alla stazione ferroviaria, in modo che i bambini non sarebbero potuti partire: li bastonarono e li trascinarono in camion militari.
Nonostante tutto, lo sciopero andò avanti fino al 14 marzo: i lavoratori ottennero un aumento del 25% per i lavoratori meno pagati e del 15% per quelli che erano più retribuiti, l'aumento per le ore di straordinario e la riassunzione degli scioperanti. I protestanti festeggiarono la vittoria cantando “The International”, l'inno socialista.
Ma la lotta non si fermò con la fine dello sciopero: l'IWW mantenne il comitato di sciopero per andare a combattere per la liberazione di Ettor e Giovanitti. Inoltre, nel mese di aprile fu arrestato anche un operaio scioperante, Joseph Caruso. I tre rimasero in carcere senza cauzione e furono processati nel settembre 1912. In tutto il paese si tennero dimostrazioni e riunioni di massa in loro sostegno, fu minacciato lo sciopero generale e l'IWW raccolse 60 000 dollari per la loro difesa. Quando vennero arrestati tutti i membri del Comitato di Difesa Ettor-Giovannitti, quindici mila lavoratori il 30 settembre 1912 a Lawrence scioperarono per il giorno intero, lavoratori svedesi e francesi minacciarono il boicottaggio di prodotti di lana provenienti dagli Stati Uniti e moltissimi sostenitori italiani dei due sindacalisti si radunarono davanti al consolato degli Stati Uniti a Roma. I tre imputati furono assolti il 26 novembre 1912.

## Gli anni seguenti
Gli scioperanti negli anni seguenti persero molti dei diritti che avevano guadagnato con fatica: l'IWW disprezzava i contratti scritti, ritenendo che tali contratti incoraggiassero i lavoratori ad abbandonare la loro lotta quotidiana, così per i proprietari delle industrie non fu difficile lentamente ridurre gli aumenti che erano stati concessi e le condizioni di lavoro andarono peggiorando. Nell'autunno del 1913, le adesioni all'IWW a Lawrence erano diminuite a sole 700 persone ed una recessione economica nel 1913-1914 portò tagli salariali e disoccupazione ai lavoratori delle fabbriche. Tuttavia, lo sciopero di Lawrence aveva dimostrato che i lavoratori oppressi e di diverse nazionalità potevano unirsi, organizzarsi e condurre una potente lotta per ottenere concessioni da parte dei padroni.

## Lo slogan
La frase da cui fu estrapolato lo slogan fu pronunciata da Rose Schneiderman, leader femminista e socialista della WTUL, durante un discorso che rivendicava il diritto di voto femminile di fronte ad una platea di suffragette benestanti a Cleveland:
La frase ispirò poi il titolo della poesia “Bread and Roses” di James Oppenheim, pubblicata nel dicembre 1911 sulla rivista “The American Monthly”, appena un mese prima dell'inizio della protesta:
A million darkened kitchens, a thousand mill lofts gray,

Are touched with all the radiance that a sudden sun discloses,

For the people hear us singing: "Bread and roses! Bread and roses!"

As we come marching, marching, we battle too for men,

For they are women's children, and we mother them again.

Our lives shall not be sweated from birth until life closes;

Hearts starve as well as bodies; give us bread, but give us roses!

As we come marching, marching, unnumbered women dead

Go crying through our singing their ancient cry for bread.

Small art and love and beauty their drudging spirits knew.

Yes, it is bread we fight for - but we fight for roses, too!

As we come marching, marching, we bring the greater days.

The rising of the women means the rising of the race.

No more the drudge and idler - ten that toil where one reposes,

But a sharing of life's glories: Bread and roses! Bread and roses!»
Un milione di cucine buie, mille soffitte grigie,

Sono toccate da tutto lo splendore che un sole improvviso dischiude,

Perché la gente ci sente cantare: "Pane e rose! Pane e rose!"

Mentre veniamo marciando, marciando, anche noi combattiamo per gli uomini,

Perché sono figli di donne, e noi gli facciamo da madre.

Le nostre vite non saranno sudate dalla nascita fino alla fine della vita;

I cuori muoiono di fame così come i corpi; dateci pane, ma dateci rose!

Mentre veniamo marciando, marciando, innumerevoli donne sono morte

Andiamo piangendo attraverso il nostro canto il loro antico grido per il pane.

Piccola arte, amore e bellezza conoscevano i loro spiriti sgobbati.

Sì, è il pane per cui lottiamo, ma lottiamo anche per le rose!

Mentre veniamo marciando, marciando, portiamo giorni più grandi.

L'ascesa delle donne significa l'ascesa della razza.

Non più lo sgobbone e l'ozioso - dieci che faticano dove uno riposa,

Ma una condivisione delle glorie della vita: Pane e rose! Pane e rose!»
In seguito, il poema di James Oppenheim venne messo in musica da Martha Coleman o Caroline Kohlsaatnel e nel 1974 riarrangiato da Mimi e Richard Fariña ed è stato registrato da vari artisti, tra cui:
- Judy Collins[16],
- Joan Baez[17],
- Ani DiFranco,
- John Denver[18] e
- Josh Lucker.

La canzone e lo slogan sono ora parti importanti del movimento operaio e del movimento delle donne in tutto il mondo.